# Metallica

Logotyp zespołu

Metallica – amerykański zespół heavymetalowy i thrashmetalowy założony w Los Angeles w Kalifornii w 1981 roku przez Jamesa Hetfielda i Larsa Ulricha. Uważany za jeden z najważniejszych, najbardziej wpływowych zespołów metalowych lat 80. XX wieku, w latach 90. ubiegłego stulecia za najbardziej dochodowy zespół metalowy, a także za jeden z najpopularniejszych i najwybitniejszych zespołów heavymetalowych w dziejach.

## Opis
Metallica to grupa metalowa z największą liczbą sprzedanych nagrań w historii. Nagrania zespołu rozeszły się w nakładzie 150–200 milionów egzemplarzy. Są również dziewiątymi artystami obok Led Zeppelin i Julio Iglesiasa, którzy sprzedali najwięcej płyt w dziejach. W samych Stanach Zjednoczonych nakład ze sprzedaży płyt zespołu przekroczył 100 milionów 500 tysięcy kopii. Od 1991 w Polsce sprzedaż albumów Metalliki sięgnęła 920 tysięcy egzemplarzy według certyfikatów Związku Producentów Audio-Video, a także tych odnotowanych przed założeniem organizacji. Zespół otrzymał dwukrotnie certyfikaty za kilka tych samych wydawnictw w latach 90., jak i obecnie po wyczerpaniu pierwszego nakładu. Czyni to ich jednymi z zagranicznych artystów z największą liczbą sprzedanych płyt w Polsce. Zespół jest jedną z najbardziej dochodowych grup muzycznych ostatnich trzech dekad pod względem sprzedaży koncertów. Do 2014 Metallica zarobiła na trasach koncertowych 433 miliony dolarów. W 2019 serwis Pollstar sklasyfikował zespół jako najlepiej zarabiający artysta koncertujący. Album grupy Metallica (nazywany również Black Albumem) z 1991 jest po dziś dzień najlepiej sprzedającym się albumem metalowym na świecie.
Po wydaniu w 1983 r. debiutanckiego albumu Kill ’Em All Metallica została uznana za twórcę nowego stylu muzyki metalowej – thrash metalu. Zarazem wydany w 1986 r. trzeci album, Master of Puppets, jest określany przez niektórych krytyków jako najlepszy album heavymetalowy wszech czasów. Jest to również ostatni album zespołu nagrany z basistą Cliffem Burtonem, który zginął 27 września 1986 r. w wypadku autokarowym. Chociaż pozostali członkowie zespołu rozważali rozwiązanie grupy, to ostatecznie postanowili kontynuować działalność i na następcę Burtona został wybrany Jason Newsted.
Album Metallica pozostaje najpopularniejszym wydawnictwem zespołu, który zdobył m.in. status diamentowej płyty w USA za sprzedaż w nakładzie ponad 16 milionów egzemplarzy według Nielsen SoundScan, źródła monitorującego sprzedaż płyt i singli w Stanach Zjednoczonych. Na całym świecie nakład wydawnictwa sięgnął liczby 30 milionów albumów.
W grudniu 2019 Czarny Album odnotował 550. tydzień spędzony na liście najlepiej sprzedających się albumów w USA, „Billboard”, przez co Metallica jest jedyną w historii obok The Dark Side of the Moon Pink Floyd płytą długogrającą, która dokonała takiego wyczynu.
Jest to również najlepiej sprzedająca się płyta ostatnich trzech dekad w Stanach Zjednoczonych, według oficjalnych danych gromadzonych przez Nielsen SoundScan. W 1999 roku Metallica zagrała wspólny koncert z Orkiestrą Symfoniczną z San Francisco dyrygowaną przez Michaela Kamena, który został podsumowany wydaniem albumu i filmu o nazwie S&M.
W styczniu 2001 r. basista Jason Newsted opuścił grupę. W kwietniu tego samego roku zespół rozpoczął nagrania do kolejnego albumu studyjnego, ale przerwał je w lipcu, gdy James Hetfield udał się do kliniki odwykowej, w której przebywał do grudnia. Pracę nad albumem wznowiono dopiero w maju 2002 r., co wreszcie w roku 2003 zaowocowało wydaniem albumu St. Anger. Wszystkie partie gitary basowej zostały nagrane przez producenta albumu Boba Rocka, ale jeszcze na kilka miesięcy przed wydaniem płyty nowym basistą Metalliki został Robert Trujillo. 12 września 2008 r. został wydany kolejny album studyjny zespołu, Death Magnetic.
Zespół został sklasyfikowany na 3. pozycji listy zestawiającej Najlepsze Zespoły Metalowe Wszech Czasów sporządzonej przez MTV oraz na 5. pozycji listy zestawiającej 100 Najlepszych Artystów Hard Rocka sporządzonej przez VH1. W 2009 roku Metallica została wprowadzona do Rock and Roll Hall of Fame.

## Nazwa
Pomysłodawcą nazwy Metallica był promotor muzyki metalowej w San Francisco, Ron Quintana, który pod koniec 1981 roku planował stworzenie nowego czasopisma, mającego promować amerykańskie i brytyjskie zespoły metalowe. Ponieważ miał kilka pomysłów co do nazwy magazynu, zwrócił się o pomoc w wyborze do Larsa Ulricha. Metallica najbardziej spodobała się Ulrichowi, ale chciał jej użyć jako nazwy swojego zespołu. Zaproponował więc Quintanie nazwę Metal Mania dla jego czasopisma. Głównym twórcą logo Metalliki jest James Hetfield.

## Historia

### Wczesny okres (1981–1982)
Początki zespołu sięgają maja 1981, gdy wokalista i gitarzysta James Hetfield oraz perkusista Lars Ulrich spotkali się na jam session po zamieszczeniu ogłoszeń w tym samym wydaniu gazety The Recycler. Inne źródła podają, że Hetfield odpowiedział na ogłoszenie zamieszczone przez Larsa w wydaniu The Recycler z początku maja 1981 – anons pokazał mu Hugh Tanner, z którym Hetfield grał w zespole Phantom Lord (później Learher Charm) ; Tanner umówił również Hetfielda i Ulricha na jam session. Hetfield, występujący już wcześniej w kilku zespołach, nie był zadowolony z umiejętności Ulricha, który nie grał dotąd w żadnym zespole, a prowadzona wraz z Tannerem próba skończyła się przed upływem zarezerwowanego czasu studyjnego. 28 października 1981 Ulrich powiedział Hetfieldowi, że ma zarezerwowane miejsce na kompilacji Metal Massacre, wydawanej przez jego znajomego, Briana Slagela, założyciela wytwórni płytowej Metal Blade Records. Lars Ulrich na początku 1982 roku postanowił zamieścić kolejne ogłoszenie w Recyclerze, związane z gitarzystą prowadzącym. Odpowiedział na nie Dave Mustaine. Na spotkaniu z zespołem nie musiał nawet grać, ponieważ samo jego dotychczasowe doświadczenie zrobiło wystarczające wrażenie na Hetfieldzie i Ulrichu. Z ustabilizowanym już składem Metallica zagrała swój pierwszy koncert 14 marca 1982 w Radio City w Anaheim w stanie Kalifornia. Do końca 1982 r. zespół głównie dawał koncerty, nagrał kilka dem. Hetfield widząc że Ulrich poprawił swoje umiejętności postanowił nagrać z nim utwór. Na początku 1982 roku Metallica nagrała utwór „Hit the Lights”, w składzie Hetfield (Gitara i wokal), Ulrich na bębnach oraz Dave Mustaine na gitarze prowadzącej. Drugą solówkę zagrał gitarzysta Lloyd Grant. Skład który zagrał ten utwór nie jest pewny, ponieważ na wydaniu nie ma takowych informacji, a wypowiedzi muzyków są sprzeczne.
14 czerwca 1982 została wydana pierwsza edycja Metal Massacre z utworem „Hit the Lights”. W grudniu 1982 nastąpiła zmiana basisty. McGovney odszedł (Chociaż zespół dalej twierdzi iż został on wyrzucony), a zastąpił go Cliff Burton, którego Hetfield i Ulrich zobaczyli występującego z zespołem Trauma. Burton zgodził się dołączyć do Metalliki, ale zespół musiał przeprowadzić się do San Francisco.

### Kill ’Em All(1983)
W lutym 1983 r. promotor i właściciel sklepu Rock ’n’ Roll Heaven w New Jersey, Jon Zazula zaproponował Metallice zagranie kilku koncertów na Wschodnim Wybrzeżu. Zespół wyruszył pod koniec marca 1983 r. w długą podróż na drugi koniec Stanów Zjednoczonych, podczas której członkowie zespołu zaczęli coraz bardziej zwracać uwagę na uzależnienie alkoholowe Dave’a Mustaine’a. Ostatecznie na początku kwietnia 1983 Mustaine’a wyrzucono z zespołu, a za namową menedżera Metalliki, Marka Whitakera, na jego miejsce wybrano Kirka Hammetta. Hetfield i Ulrich poznali go (podobnie jak Whitakera) pod koniec 1982 r. podczas wspólnego koncertu z zespołem Exodus, w którym grał Hammett. Jon Zazula nie planował jedynie zorganizowania kilku występów Metallice, ale także liczył na załatwienie kontraktu nagraniowego zespołowi. Gdy mu się to nie udało, postanowił założyć razem z żoną Marshą wytwórnię Megaforce Records, z którą grupa podpisała kontrakt 3 maja 1983 r.
Siedem dni później Metallica rozpoczęła w Music America Recording Studios trwające 17 dni sesje nagraniowe, podczas których zarejestrowano materiał na pierwszy album studyjny zespołu. Album ukazał się on 25 lipca 1983 r. pod tytułem Kill ’Em All. Dwa dni po wydaniu albumu Metallica wyruszyła wraz  z zespołem Raven w trasę koncertową po Stanach Zjednoczonych, nazwaną Kill ’Em All for One Tour, trwającą do 3 września 1983 r.
Pod koniec 1983 r. członkowie zespołu  przeprowadzili się z San Francisco do New Jersey i zaczęli komponować utwory na kolejny album. Część z nowych kompozycji była wykonywana podczas wspólnych koncertów z zespołem Anthrax.

### Ride the Lightning(1984–1985)
20 lutego 1984 r. Metallica rozpoczęła nagrywanie utworów na następny album studyjny w Sweet Silence Studios w Kopenhadze. Zespół postanowił wyprodukować album, korzystając tylko z pomocy producenta Flemminga Rasmussena. Sesja nagraniowa zakończyła się 14 marca, po czym zespół skupił się na występach koncertowych. 30 lipca 1984 wytwórnia Megaforce Records wydała album Ride the Lightning. Chociaż album był krytykowany przez niektórych fanów zespołu za obecność „Fade to Black” na nim, to jednak utwór w ocenie krytyków jest uznawany za „metalową klasykę wszech czasów”, a cały album za rewolucyjny. 2 sierpnia 1984, trzy dni po wydaniu płyty, Metallica postanowiła zwolnić swojego dotychczasowego menedżera Marka Whitakera oraz odejść od Jona Zazuli i jego wytwórni Megaforce. Powodem tego było poznanie dzień wcześniej przez zespół Cliffa Burnsteina, menedżera oraz założyciela (z Peterem Menschem) QPrime Management, które wcześniej pomogło w wypromowaniu takich zespołów jak AC/DC, Aerosmith czy Scorpions. Mimo że Metallikę obowiązywał kontrakt z wytwórnią Megaforce, obyło się bez rozpraw sądowych, gdyż okazało się, że Zazula złamał warunki umowy z zespołem, wydając 25 tysięcy więcej kopii albumu Ride the Lightning niż powinien. Dzięki współpracy z nowymi menedżerami 12 września 1984 r. Metallica podpisała nowy kontrakt z wytwórnią Elektra Records, a 16 listopada wyruszyła w trasę koncertową Bang the Head That Doesn’t Bang Tour, trwającą do 19 marca 1985 r. i obejmującą koncerty w Europie (z zespołem Tank) i w USA oraz jeden występ w Kanadzie (z zespołami W.A.S.P. i Armored Saint).
W połowie 1985 r. zespół rozpoczął komponowanie utworów na kolejny album i dawał od czasu do czasu koncerty. Z początkiem września 1985 r., ponownie w Sweet Silence Studios, Metallica rozpoczęła nagrywanie albumu, w produkcji którego ponownie pomagał Flemming Rasmussen. Sesja nagraniowa trwała do 27 grudnia 1985 r.

### Master of Puppets(1986–1987)

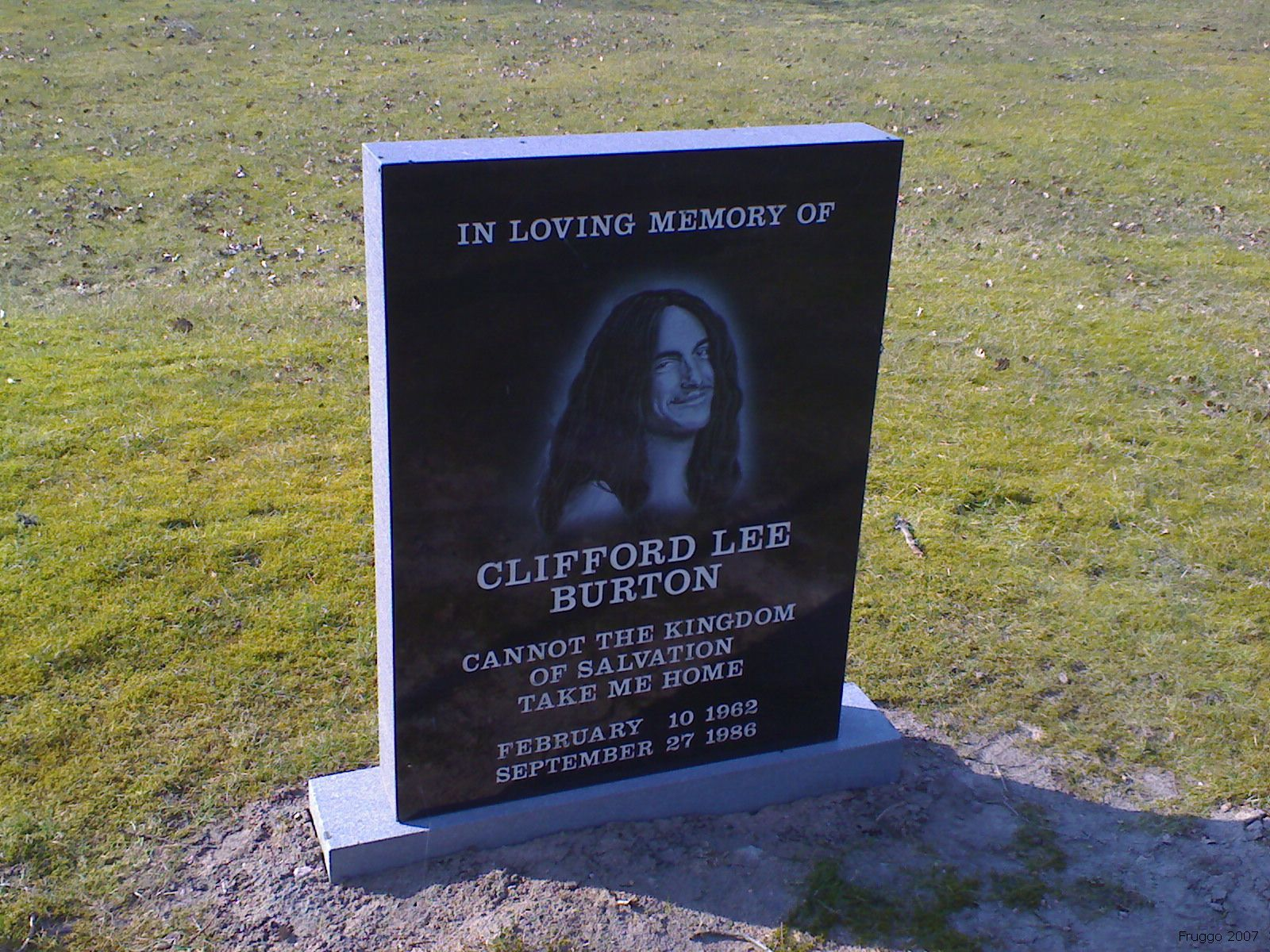
Nagrobek Cliffa Burtona

Na początku 1986 roku miksowanie nagranego materiału rozpoczął Michael Wagener, a tymczasem Hetfield i Burton zaczęli występować w zespole Spastik Children. 3 marca 1986 został wydany album Master of Puppets. Osiągnął 29. pozycję na krajowej liście przebojów w USA, co było nietypowym osiągnięciem dla zespołu, który – od początku istnienia – zyskiwał popularność głównie za pomocą koncertów; nie nagrał żadnego teledysku, a dotychczas wydane single nie osiągnęły żadnego sukcesu. 27 marca 1986 Metallica wyruszyła w trasę koncertową Damage, Inc. Tour podzieloną na dwie części: amerykańską, trwającą do 3 sierpnia, podczas której zespół występował jako support przed zespołem Ozzy’ego Osbourne’a, oraz europejską, zapoczątkowaną 10 września.
27 września 1986, gdy zespół jechał autokarem ze Sztokholmu w Szwecji, w którym grał koncert dzień wcześniej, do Kopenhagi w Danii wydarzył się wypadek, w którym zginął basista Cliff Burton. Z tego powodu pozostali członkowie zespołu przerwali trasę koncertową i zastanawiali się nad rozwiązaniem Metalliki, ale pod wpływem matki Burtona postanowili kontynuować karierę. 7 października 1986 odbył się pogrzeb Burtona w Castro Valley, w stanie Kalifornia, po czym zespół zaczął przesłuchiwać basistów. Po przesłuchaniu przez członków zespołu ponad 40 muzyków, 28 października 1986 wybrany został Jason Newsted.
8 stycznia 1987 w Kopenhadze Metallica wznowiła trasę koncertową Damage, Inc. Tour. Została ona zakończona 13 lutego 1987, ale jeszcze przed jej końcem zespół po raz pierwszy zagrał koncert w Polsce. Po trasie koncertowej członkowie zespołu (oprócz Hetfielda, który złamał rękę) zaczęli organizować próby w garażu Ulricha, na których grali głównie covery. Kilka coverów zostało zarejestrowanych przez zespół w dniach 9–15 lipca 1987 w studiach A&M oraz Conway w Los Angeles; zostały one wydane 24 sierpnia 1987 na minialbumie o nazwie Garage Days Re-Revisited. We wrześniu członkowie zespołu zaczęli komponować utwory na kolejny album studyjny. 17 listopada 1987 Metallica wydała swój pierwszy film pt. Cliff 'Em All!. Jest to hołd dla Cliffa Burtona, złożony z amatorskich, profesjonalnych oraz prywatnych nagrań wideo.

### …And Justice for All(1988–1990)
28 stycznia 1988 Metallica, wspólnie z producentem Mikiem Clinkiem, znanym ze współpracy z zespołem Guns N’ Roses, rozpoczęła w One On One Studios w Los Angeles nagrania na czwarty album studyjny. Współpraca z nowym producentem okazała się jednak niezadowalająca i w marcu 1988 zespół rozpoczął sesje nagraniowe od nowa – ponownie z Flemmingiem Rasmussenem. Sesja została zakończona na początku maja 1988. Po sesji, od 27 maja do 30 sierpnia 1988, Metallica występowała na festiwalu Monsters of Rock. 25 sierpnia 1988 został wydany album …And Justice for All, który trafił na 6. pozycję krajowego zestawienia w USA. 11 września 1988 zespół wyruszył w trasę koncertową Damaged Justice Tour, trwającą do 7 października 1989. 6 grudnia 1988 Metallica nagrała swój pierwszy teledysk – do utworu „One”. Równolegle z debiutanckim wideoklipem, którego premiera nastąpiła 22 stycznia 1989, singel „One” pojawił się jako pierwszy utwór zespołu na liście przebojów Hot 100 w Stanach Zjednoczonych, osiągając 35. miejsce.

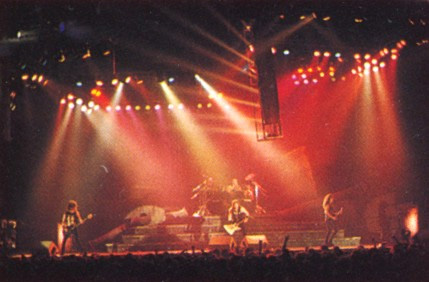
Metallica podczas trasy Damaged Justice Tour

22 lutego 1989 Metallica, jako jeden z kandydatów do nagrody, wystąpiła po raz pierwszy na ceremonii Grammy Awards. W kategorii Best Hard Rock/Metal Performance Vocal or Instrumental nominowany został album …And Justice for All. Mimo wykonania przez zespół utworu „One”, zwycięzcą został album Crest of a Knave zespołu Jethro Tull, który nawet nie przybył na ceremonię, ponieważ był pewien (jak i wiele innych osób), że nagrodę zdobędzie Metallica. 6 czerwca 1989 zespół wydał swój drugi film, 2 of One. 6 września 1989 teledysk do utworu „One”, nominowany na ceremonii MTV Video Music Awards w kategorii Best Heavy Metal Video, przegrał z teledyskiem do utworu „Sweet Child O’ Mine” zespołu Guns N’ Roses.
21 lutego 1990 Metallica otrzymała swoją pierwszą nagrodę Grammy w kategorii Best Metal Performance za utwór „One”. Od 16 maja do 30 czerwca Metallica ponownie uczestniczyła w festiwalu Monsters of Rock, a od lipca do września 1990 komponowała utwory na następny album studyjny. Już 6 października 1990, ponownie w One On One Studios, rozpoczęła sesję nagraniową piątego albumu studyjnego. Producentem został Bob Rock.

### Metallica(1991–1995)
Sesja nagraniowa została zakończona 16 czerwca 1991, zaś 10 sierpnia 1991 Metallica rozpoczęła występy w ramach festiwalu Monsters of Rock. Dwa dni później wydany został album Metallica, trafiając na 1. pozycję krajowego zestawienia w Stanach Zjednoczonych. W ciągu tygodnia sprzedano w USA ponad 600 tysięcy egzemplarzy płyty. Album promowało pięć singli: „Enter Sandman”, „The Unforgiven”, „Nothing Else Matters”, „Wherever I May Roam” i „Sad But True”. Z nich wszystkich największy sukces osiągnął pierwszy singel, „Enter Sandman”, który osiągnął 16. pozycję na Hot 100 oraz 10. na Mainstream Rock Songs. 12 października 1991 Metallica zakończyła występy w ramach festiwalu Monsters of Rock; na przedostatnim koncercie 28 września 1991 w Moskwie zespół wystąpił przed widownią liczącą od 150 do 500 tysięcy ludzi. 29 października 1991 grupa wyruszyła w trasę koncertową Wherever I May Roam Tour, występując m.in. 20 kwietnia 1992 na The Freddie Mercury Tribute Concert na londyńskim stadionie Wembley. Trasa została przerwana 5 lipca 1992.
17 lipca 1992 zespół wyruszył w oddzielną trasę koncertową Metallica/GNR Stadium Tour z zespołem Guns N’ Roses. 8 sierpnia 1992 miał miejsce koncert w Montrealu. Gdy Metallica kończyła grać wstęp do utworu „Fade to Black”, doszło do przedwczesnego wybuchu fajerwerków, co doprowadziło do poważnych poparzeń u Jamesa Hetfielda, który stał za blisko miejsca, gdzie nastąpił zapłon. Z tego powodu trasa została przerwana. Hetfield mimo odniesionych obrażeń mógł śpiewać, ale nie był w stanie grać na gitarze, więc tymczasowo zastąpił go w tym John Marshall. Trasa została wznowiona 25 sierpnia i zakończona 6 października 1992. 9 września 1992 Metallica na MTV Video Music Awards po raz pierwszy otrzymała nagrodę w kategorii Best Metal/Hard Rock Video za teledysk do utworu „Enter Sandman”. 22 października 1992 zespół wznowił trasę koncertową Wherever I May Roam Tour, która zakończyła się 8 maja 1993. Po niej wyruszył 19 maja w krótką trasę Nowhere Else to Roam Tour, trwającą do 4 lipca 1993. 17 listopada 1992 został wydany film dokumentalny zespołu, A Year and a Half in the Life of Metallica, ukazujący sesję nagraniową albumu Metallica oraz wydarzenia z tras koncertowych po wydaniu albumu. Gdy zespół zakończył już trasę, 23 listopada 1993 ukazał się koncertowy box set, Live Shit: Binge & Purge, zawierający zapis audio występów grupy z 25, 26 i 27 lutego oraz 1 i 2 marca 1993 w stolicy Meksyku, a także dwa zapisy wideo występów z 13 i 14 stycznia 1992 w San Diego i z 29 i 30 sierpnia 1989 w Seattle. Sprzedany został w liczbie ponad miliona kopii, co czyni go najlepiej sprzedającym się koncertowym box setem w historii.
28 maja 1994 Metallica ruszyła w trasę koncertową Summer Shit: Shit in the Sheds Tour, trwającą do 21 sierpnia 1994. W październiku 1994 Hetfield i Ulrich zaczęli komponować utwory na kolejny album studyjny. W maju 1995 Metallica rozpoczęła kolejną sesję nagraniową z producentem Bobem Rockiem w The Plant Studios w Sausalito. W trakcie sesji zespół zorganizował minitrasę Escape from the Studio '95.

### Load,Reload,Garage, Inc.(1996–1998)
W lutym 1996 Metallica zakończyła sesję nagraniową. 3 czerwca 1996 wydany został album Load, który tak samo jak poprzedni album studyjny osiągnął 1. pozycję w Stanach Zjednoczonych. Single promujące album zajmowały wysokie miejsca w Stanach Zjednoczonych: „Until It Sleeps” osiągnął 10. pozycję na Hot 100, a na Mainstream Rock Songs – jako pierwszy singel Metalliki – pozycję numer 1; „Hero of the Day”, „King Nothing”, „Bleeding Me”, „Ain’t My Bitch” zajmowały kolejno 1., 6., 6. i 15. pozycję na zestawieniu rockowym. Nowy album wyróżnia, co wielu fanom grupy się nie spodobało, styl bardziej zbliżony do alternatywnego rocka i zmiana wizerunku, wyróżniająca się przede wszystkim skróceniem włosów przez członków zespołu. Reakcja fanów była uzasadniona pierwotnym wizerunkiem Metalliki, która od początku działalności „wyglądała i mówiła, jakby pochodziła z ulicy”. Od 27 czerwca do 5 sierpnia 1996 zespół uczestniczył w festiwalu Lollapalooza, a od 6 września 1996 do 28 maja 1997 koncertował w ramach trasy Poor Touring Me. Od lipca do października 1997 zespół, ponownie w The Plant Studios, nagrywał materiał na kolejny album studyjny, wykorzystując do tego m.in. materiał, który pozostał z poprzedniej sesji nagraniowej i nie trafił na Load. W sierpniu i listopadzie 1997 dał po kilka występów w ramach minitrasy Reload Promo Tour. 17 listopada 1997 wydany został album Reload, osiągając 1. pozycję w Stanach Zjednoczonych. Album promowały cztery single: „The Memory Remains”, „The Unforgiven II”, „Fuel”, i „Better Than You”, które, podobnie jak single z poprzedniego albumu, osiągnęły wysokie pozycje na rockowej liście przebojów w Stanach Zjednoczonych: kolejno 3., 2., 6. i 7.
2 kwietnia 1998 Metallica ruszyła w trasę koncertową Poor Retouring Me, trwającą do 13 września 1998. Od następnego dnia, w ciągu pół miesiąca grupa nagrała w The Plant Studios nowe covery na następny album. W drugiej połowie listopada 1998 zespół dał pięć występów w ramach minitrasy Garage, Inc. Promo Tour, a tymczasem 23 listopada 1998 został wydany album kompilacyjny Garage, Inc., zawierający wyłącznie covery. 8 grudnia 1998 Metallica wydała film koncertowy Cunning Stunts – występ grupy z 9 i 10 maja 1997 w Fort Worth.

### S&M(1999–2002)
21 i 22 kwietnia Metallica zagrała koncert w Berkeley Community Theater w Berkeley razem z Orkiestrą Symfoniczną z San Francisco, dyrygowaną przez Michaela Kamena. 30 kwietnia 1999 zespół ruszył w trasę koncertową Garage Remains the Same Tour, trwającą do 30 lipca 1999. 19 i 23 listopada 1999 grupa dała kolejne dwa koncerty z orkiestrami symfonicznymi: w Berlinie z Filmową Orkiestrą z Babelsberga (ang. Babelsberger Film Orchester), a w Nowym Jorku z nowojorską Orkiestrą Symfoniczną. Obie orkiestry były dyrygowane przez Michaela Kamena. Pomiędzy tymi koncertami, 22 listopada 1999, został wydany album/film koncertowy S&M, będący zapisem koncertu Metalliki z Orkiestrą Symfoniczną z San Francisco. Grupa rozpoczęła rok 2000 minitrasą Mini Millennium Tour.
13 kwietnia 2000 została zapoczątkowana rozprawa sądowa, w której Metallica pozwała Napstera – serwis pozwalający na pobieranie za darmo cyfrowych plików muzycznych. W konfrontacji z Napsterem czynny udział brał jedynie perkusista Lars Ulrich, dostarczając m.in. listę ponad 350 tysięcy osób, które pobierały utwory zespołu oraz zeznając przed Komisją Sądowniczą Senatu Stanów Zjednoczonych, i to na niego spadła największa krytyka za podjęte działania. Sprawa przyczyniła się dodatkowo do utraty przez zespół wielu fanów, którzy demonstrowali swoją złość na grupę poprzez niszczenie swoich zakupionych albumów Metalliki przed budynkiem sądu, w którym odbywała się rozprawa. 23 czerwca 2000 zespół wyruszył w trasę koncertową Summer Sanitarium Tour, trwającą do 9 sierpnia 2000. 30 listopada 2000 grupa wystąpiła na ceremonii My VH1 Music Awards.
17 stycznia 2001 basista Jason Newsted odszedł z zespołu z powodów osobistych oraz wskutek zmęczenia psychicznego. Również w styczniu pozostali członkowie grupy: James Hetfield, Lars Ulrich i Kirk Hammett zaczęli korzystać z pomocy terapeuty, Phila Towle’a, który miał pomóc rozwiązać problem z rosnącym w zespole napięciem. Nie zorganizowano przesłuchań nowych kandydatów na basistę, zamiast tego 23 kwietnia 2001 zespół rozpoczął nagrywanie nowego albumu. Partie gitary basowej zagrał producent albumu, Bob Rock. Zanim Metallica zaczęła nagrania, filmowcy Bruce Sinofsky i Joe Berlinger zostali zaangażowani do udokumentowania procesu nagraniowego. 12 lipca Metallica i Napster ogłosili porozumienie, a 19 lipca 2001 przerwano sesję nagraniową nowego albumu, gdy James Hetfield udał się do kliniki odwykowej, by wyleczyć się z alkoholizmu i innych uzależnień. 6 listopada 2001 został wydany film dokumentalny z serii Classic Albums, opowiadający o albumie Metallica. 3 grudnia 2001 James Hetfield opuścił klinikę odwykową.
1 maja 2002 Metallica wznowiła nagrywanie nowego albumu w studiu HQ, a w grudniu 2002 rozpoczęła przesłuchania basistów.

### St. Anger(2003–2004)

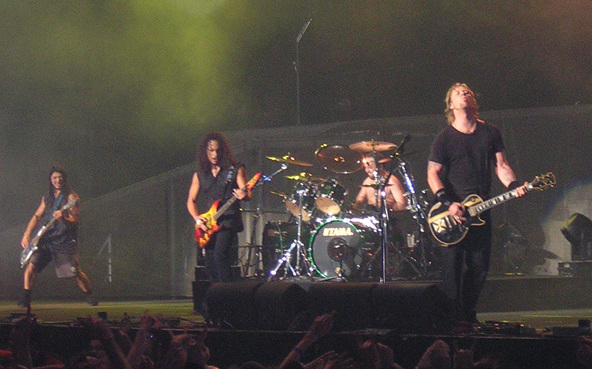
Metallica w 2003 roku na trasie Summer Sanitarium Tour.

Po trzech miesiącach przesłuchań, 24 lutego 2003, nowym basistą Metalliki został Robert Trujillo. 8 kwietnia 2003 zespół zakończył sesję nagraniową nowego albumu studyjnego. 5 czerwca 2003 została wydana płyta St. Anger. Dotarła do 1. miejsca na krajowym zestawieniu w Stanach Zjednoczonych, zaś pierwszy singel promujący album, „St. Anger”, osiągnął 2. pozycję na rockowej liście przebojów. Album promowały jeszcze trzy single: „Frantic”, „The Unnamed Feeling” i „Some Kind of Monster”. Dzień po wydaniu albumu rozpoczęła się trasa koncertowa Summer Sanitarium '03, trwająca do 24 sierpnia 2003, a od 6 listopada 2003 do 28 listopada 2004 trwała trasa Madly in Anger With You World Tour. 21 stycznia 2004 odbyła się premiera filmu dokumentalnego Bruce’a Sinofsky’ego i Joego Berlingera pt. Some Kind of Monster. W maju 2004 Metallica podpisała kontrakt z nową wytwórnią płytową, Warner Bros. Records. 13 lipca 2004 został wydany minialbum Some Kind of Monster, który jest ostatnim wydawnictwem firmowanym przez wytwórnię Elektra Records. 17 sierpnia 2004 ukazała się pierwsza oficjalna książka Metalliki, So What! The Good, the Mad, and the Ugly (w Polsce wydana 1 listopada 2005 pod nazwą So What!: Dobrzy, wściekli i brzydcy).

### Death Magnetic(2005–2010)

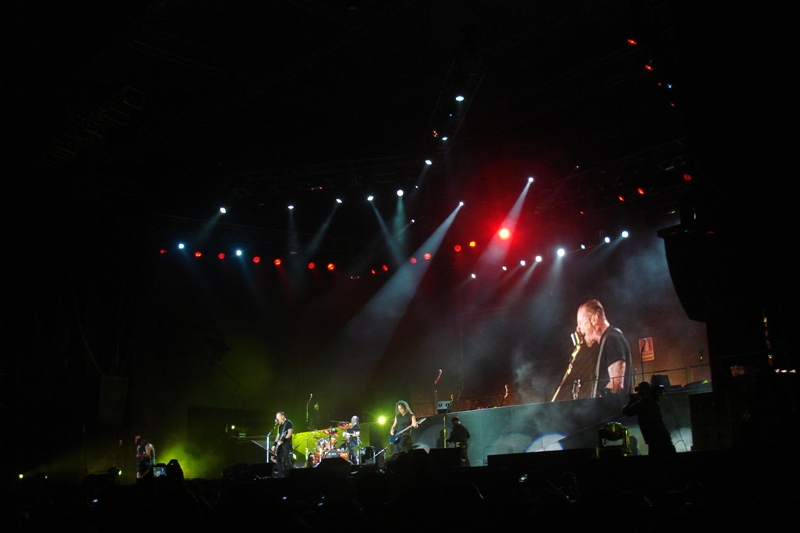
Zespół podczas trasy World Magnetic Tour w 2010 roku

Z początkiem listopada 2005 w studiu HQ Metallica zaczęła komponować utwory na nowy album, którego producentem, jak ogłoszono 16 lutego 2006, został Rick Rubin. 18, 21 i 25 marca 2006 zespół wystąpił po raz pierwszy w Afryce, a od 3 czerwca do 15 sierpnia grał koncerty w ramach minitrasy Escape from the Studio '06. W lipcu 2006 magazyn Blender sklasyfikował Metallikę na 17. miejscu listy zestawiającej 25 Największych Słabeuszy...Wszech Czasów!, argumentując to ścięciem włosów, pozwaniem Napstera oraz tym, co można zobaczyć w filmie Some Kind of Monster. 4 grudnia 2006 ukazało się DVD o nazwie The Videos 1989–2004, będące kompilacją wszystkich teledysków zespołu. 12 marca 2007 grupa rozpoczęła nagrywanie dziewiątego albumu studyjnego. Od 28 czerwca do 18 lipca 2007 zespół koncertował w ramach kolejnej minitrasy Sick of the Studio ’07, w trakcie której 7 lipca wystąpił na charytatywnym koncercie Live Earth w Londynie. 14 maja 2008 w Los Angeles w USA Metallica rozpoczęła serię 25 koncertów trwających do 24 sierpnia 2008 na Reading Festival w Reading w Anglii. W przeciwieństwie do poprzednich dwóch minitras koncertowych zespołu, mających miejsce w okolicach letnich wakacji, ta nie została zatytułowana.
1 lipca 2007 w wywiadzie dla belgijskiego magazynu Studio Brussel Lars Ulrich wyraził nadzieję na ukończenie nagrywania nowego albumu w październiku lub listopadzie 2007 oraz wydanie go w lutym 2008. Ostatecznie płyta nie została wydana w tym terminie, a sam Ulrich jako nową przewidywaną datę wydania podał wrzesień 2008. Według kontraktu między zespołem a wytwórnią miał to być jedyny album Metalliki wydany przez Warner Bros. Records. Kolejne albumy miały być prawdopodobnie wydawane przez samą grupę. Wokalista i gitarzysta zespołu James Hetfield, oświadczył w wywiadzie dla magazynu Rolling Stone, że nowa płyta jest już nagrana i zatytułowana, oraz że pozostał jeszcze proces miksowania. Na płycie znalazło się 10 utworów. 4 czerwca 2008 zaprezentowo sześć nagrań krytykom muzycznym, m.in. z magazynów Kerrang! i Metal Hammer. Nagrania zostały ocenione pozytywnie. 14 czerwca 2008 potwierdzony został tytuł albumu – Death Magnetic. Płyta została wydana ogólnoświatowo 12 września 2008.
4 kwietnia 2009 Metallica została wprowadzona do Rock and Roll Hall of Fame. Wraz z obecnym składem Metalliki zagrał Jason Newsted, były basista tej formacji.

### Projekt „Lou Reed & Metallica” oraz minialbumBeyond Magnetic(2011–2012)

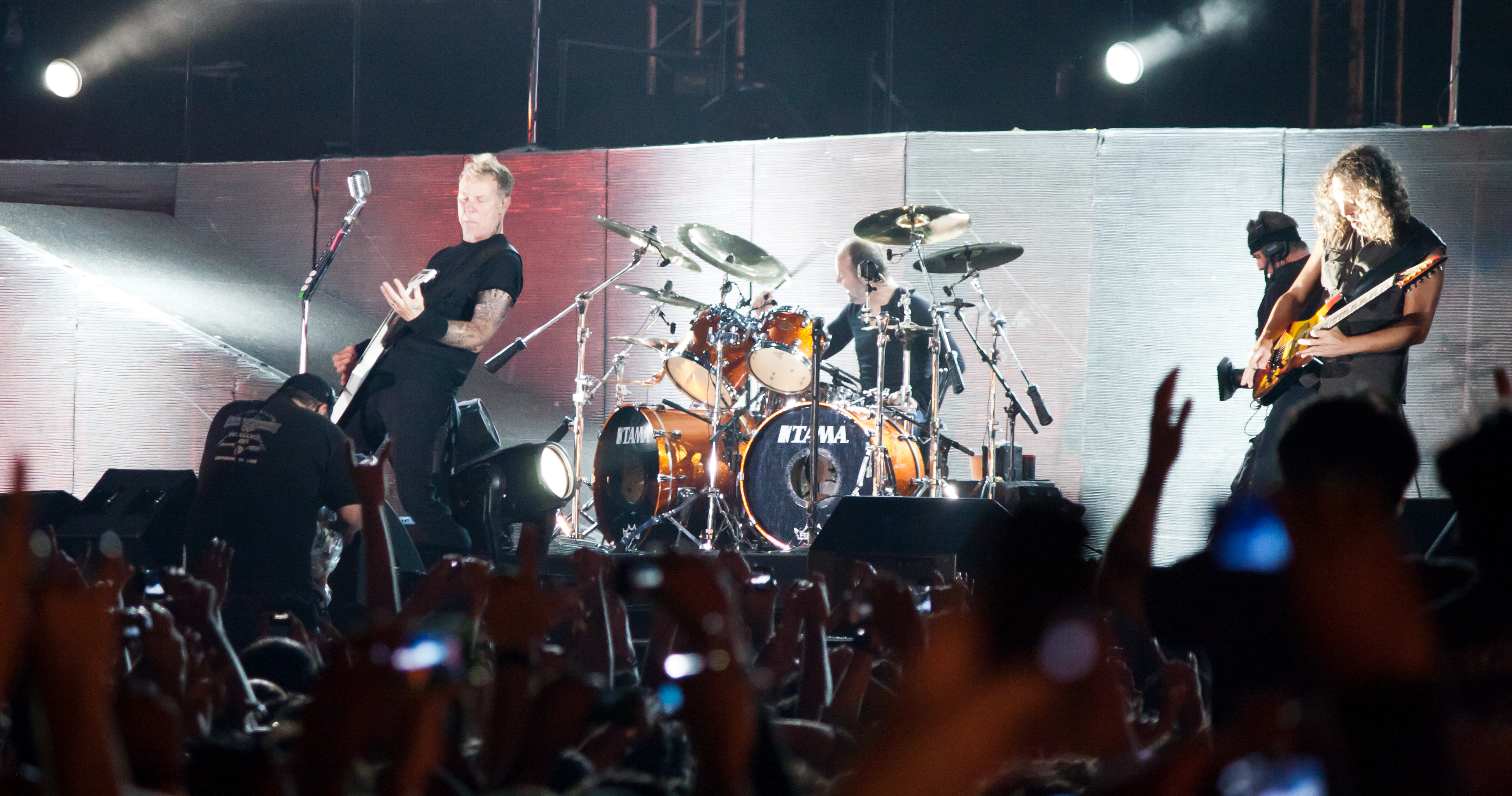
Grupa w 2011 roku podczas koncertu w Bangalore, w Indiach w 2011 roku

15 czerwca 2011 roku Metallica na swojej oficjalnej stronie poinformowała, że na ukończeniu jest nowy projekt zespołu nagrany wespół z Lou Reedem, z którym Metallica wystąpiła w październiku 2009 roku z okazji 25-lecia Rock and Roll Hall of Fame. W sierpniu 2011 roku ujawniony został tytuł albumu – Lulu. Nagrania ukazały się 31 października 2011 roku.
Na początku grudnia 2011 roku odbyła się seria czterech koncertów w Fillmore w San Francisco, zorganizowanych w ramach 30-lecia zespołu. Udział wzięli wszyscy żyjący byli członkowie Metalliki oraz wielu gości, m.in. Ozzy Osbourne (Black Sabbath), Gary Rossington (Lynyrd Skynyrd), Jerry Cantrell (Alice in Chains), Jim Martin, Rob Halford i Mercyful Fate. Podczas każdego koncertu zespół prezentował jeden dotąd niepublikowany utwór, będący odrzutem z sesji do albumu Death Magnetic. Wynikiem tych premier był minialbum pt. Beyond Magnetic.
7 lutego 2012 zespół ogłosił zamiar zorganizowania cyklicznej imprezy „Orion Music + More”, która odbyła się dwukrotnie – 23–24 czerwca 2012 w Atlantic City (podczas pierwszego dnia tego festiwalu Metallica zagrała cały materiał z albumu Ride the Lightning, zaś drugiego wieczoru z „czarnego albumu”) oraz 8–9 czerwca 2013 w Detroit. Z uwagi na niezadowalający wynik finansowy festiwalu nie organizowano ponownie po roku 2013. Oprócz koncertów rockowych, podczas festiwalu można było np. obejrzeć kolekcję samochodów wokalisty zespołu, Jamesa Hetfielda, czy kolekcję przedmiotów związanych z horrorami filmowymi stanowiącą własność Kirka Hammetta.

### Hardwired...to Self-Destruct, kontynuacjaS&Moraz plany na kolejną płytę (2013–2019)
Metallica rozpoczęła prace nad ich dziesiątym albumem studyjnym – Hardwired...to Self-Destruct jeszcze w 2013 roku, który był z kolei ich drugim wspólnym dziełem nagranym z ich nowym basistą – Robertem Trujillo. Pierwszym tego rezultatem stał się singel promocyjny wydany w marcu 2014 roku (Lords of Summer), który znalazł się na reedycji płyty w nieco odmienionej oraz skróconej wersji. Ku zaskoczeniu wszystkich fanów zespołu, muzycy chcieli tym albumem kontynuować ideę poprzednika – Death Magnetic, czyli postawić bardziej na brzmienia trashmetalowe niż na heavymetalowe. Style obu albumów są do siebie zbliżone, chociaż na najnowszej płycie jest więcej chwytliwych, bardziej zapamiętywalnych linii gitar Jamesa Hetfielda i Kirka Hammetta oraz mniej skomplikowanych partii solowych i więcej utworów w wolniejszym tempie niż na Death Magnetic.
W międzyczasie 8 grudnia 2013 r. zespół zagrał koncert na Antarktydzie. Występ został nazwany „Freeze 'Em All” i był drugim w historii koncertem zagranym na tym kontynencie po występie składającego się z badaczy pracujących na Antarktydzie zespołu Nunatak. W ten sposób kwartet został pierwszym w historii zespołem muzycznym, który zagrał koncerty na wszystkich siedmiu kontynentach, dzięki czemu znalazł się w księdze rekordów Guinnessa.
Oficjalne prace nad najnowszym albumem rozpoczęły się ostatecznie dwa lata po nagraniu pierwszego singla z „nowej ery” zespołu – w połowie 2015 roku. Najwięcej utworów napisali gitarzysta/wokalista James oraz perkusista Lars Ulrich. Wyjątkiem jest jedynie piosenka ManUNkind, gdzie współtwórcą jest basista, który wymyślił i nagrał riff basu zaczynający kompozycję w durowej tonacji E. W całym albumie przeważają kompozycje w tonacji e-moll. Najwięcej pracy miało trzech muzyków – gitarzysta rytmiczny/wokalista, basista oraz perkusista, którzy razem wymyślali linie melodyczne, elementy „ubarwiające”, tonacje oraz dodatkowe partie muzyczne i teksty danych utworów. Najmniej wpływu na kompozycje miał wiodący gitarzysta, który musiał skupić się wyłącznie na swoich partiach muzycznych (ponieważ prawdopodobnie stracił/zgubił swój telefon, na którym rzekomo nagrał więcej swoich pomysłów na partie solowe w czasie, kiedy reszta zespołu pracowała nad swoimi partiami). Pierwszym oficjalnie promującym album singlem stał się krótki, thrashmetalowy utwór – „Hardwired”, wydany 18 sierpnia 2016 roku oraz otwierający prawie 78-minutowy album. Pojawia się w nim partia solowa Hammetta (jedna z najkrótszych w historii jego wszystkich solówek gitarowych oraz w historii całego zespołu). Drugim owocem pracy zespołu stał się nieco dłuższy singel (w stosunku do poprzedniego) – thrashowo/heavymetalowa kompozycja Moth into Flame, wydana 26 września 2016 roku. W jej tekście pojawia się (już w pierwszej zwrotce) nawiązanie do jednej z królowych popu – Amy Winehouse. W albumie „Moth into Flame” znalazła się jako czwarta kompozycja (między utworami Now That We’re Dead oraz Dream No More). Zespół kontynuował swoją pracę/„podróż muzyczną”, i zaczął coraz bardziej eksperymentować z nowymi wstawkami gitarowymi oraz innymi elementami dźwiękowymi. Trzecim singlem promocyjnym został już bardziej heavymetalowy utwór, z drobnymi elementami thrash metalu – „Atlas, Rise!”, wydany 31 października 2016 roku. W albumie utwór można znaleźć zaraz po kompozycji Hardwired. Kilkanaście dni, po premierze trzeciego singla, wydano ostatecznie 18 listopada album zatytułowany „Hardwired...to Self-Destruct”. Po wydaniu oficjalnego albumu przyszedł czas na dwa kolejne single promocyjne – heavy metalowo/groove metalowy „Now That We're Dead”, wydany 18 kwietnia 2017 roku oraz thrash metalowy utwór, z drobnymi elementami speed metalu oraz heavy metalu – „Spit Out the Bone”, wydany 24 października 2017 roku. Utwór Spit Out the Bone zyskał ostatnio przez fanów największą popularność oraz stał się jednym z najbardziej lubianych przez nich utworów z całej płyty. Ostatnim singlem promocyjnym stała się jedyna ballada na całym albumie utrzymana w stylistyce thrashowo/heavymetalowej – „Halo on Fire”, wydana w grudniu 2018 roku oraz nawiązująca muzycznie m.in. do: „Fade to Black” (1984), „Welcome Home (Sanitarium)” (1986) czy „One” (1988/1989). Po wydaniu albumu zespół wyruszył w jedną z najdłuższych (w historii zespołu) tras koncertowych – WorldWired Tour, która rozpoczęła się koncertem premierowym 6 lutego 2016 roku. Trasa miała potrwać planowo do 27 kwietnia 2020.
W czasie trwania najnowszej trasy koncertowej zespół wykonał, na początku września 2019 roku, dwa koncerty z orkiestrą symfoniczną, zapowiadające tym samym kontynuację dzieła zespołu z 1999 roku – albumu koncertowego S&M. Kontynuacja miała też swoją premierę w kinach, 9 października 2019 roku, pod oficjalną nazwą S&M2. Po aktualnej trasie oraz kolejnym wspólnym wydawnictwie zespołu z orkiestrą symfoniczną (pochodzącą z San Francisco), zespół planował jak najszybsze nagranie kolejnego, jedenastego studyjnego albumu.
Kilka tygodni po koncercie S&M2 zespół ogłosił, że James Hetfield po raz drugi trafi na odwyk z powodu nawrotu choroby alkoholowej. Z tego powodu odwołane zostały zaplanowane na październik i początek listopada koncerty zespołu w Australii i Nowej Zelandii.

### Okres kwarantanny i72 Seasons(od 2019)
W związku z pandemią COVID-19 zespół musiał odwołać koncerty z końcowej fazy WorldWired Tour. W związku z tym od 24 marca 2020 w serwisie YouTube zespół rozpoczął serię Metallica Mondays. Co poniedziałek publikowane były koncerty zespołu z różnych okresów działalności od roku 1983 do 2019. Ostatni koncert z tej serii został opublikowany 25 sierpnia. W tym samym czasie zespół nagrał akustyczną wersję utworu z albumu …And Justice for All – Blackened, nazwaną Blackened 2020.
W kwietniu 2020 Lars Ulrich ogłosił, że zespół może zacząć prace nad nowym album w okresie kwarantanny. Robert Trujillo powiedział The Vinyl Guide w czerwcu, że zespół jest "podekscytowany nowymi pomysłów" na album oraz oplanach na powrót do studia w celu nagrania albumu. 16 września 2021 zespół zagrał pierwszy koncert od czasu wybuchu epidemii. Wcześniej, 24 maja odbyła się jeszcze jedna edycja Metalica Mondays, podczas której zbierane były fundusze na rzecz fundacji All Within My Hands. Do 6 września fundacja zebrała niemal 380 tysięcy dolarów na cele tworzenia dodatkowych miejsc pracy oraz szkolenia.
28 listopada 2022 ukazała się nowa piosenka zespołu, zatytułowana Lux Æterna. Wraz z nią zapowiedziany został jedenasty album studyjny, zatytułowany 72 Seasons, który miał mieć premierę 14 kwietnia 2023, a także trasa koncertowa M72 Tour trwająca od 27 kwietnia 2023 do 29 września 2024. W trakcie trasy koncertowej zespół w odwiedzanych miastach grać będzie dwa koncerty, podczas których będą grane dwie różne setlisty, gdzie na obu nie powtórzą się żadne utwory. Do czasu premiery albumu, która miała miejsce zgodnie z planem premierę miały trzy kolejne single – Screaming Suicide, If Darkness Had a Son oraz tytułowe 72 Seasons.

## Wpływ
Metallica jest zaliczana do „Wielkiej Czwórki Thrashu” razem z innymi zespołami założonymi na początku lat 80.: Slayerem, Anthraxem i Megadeth. Zespołowi przypisuje się poszerzenie granic thrashu oraz nowatorskie podejście, polegające na użyciu szybkości i głośności do wzmocnienia kompozycji o skomplikowanych strukturach. Inni wskazują, że zespół „dodał elementy adrenaliny i srogości do gatunku”.
Metallica została sklasyfikowana na 3. pozycji listy na Najlepsze Zespoły Metalowe Wszech Czasów sporządzonej w 2006 roku przez MTV oraz na 5. pozycji listy na 100 Najlepszych Artystów Hard Rocka sporządzonej w 2000 r. przez VH1. James Hetfield i Kirk Hammett trafili na 2. pozycję listy z 2004 r. na 100 Najlepszych Gitarzystów Heavymetalowych Wszech Czasów magazynu Guitar World. Ten sam magazyn w 2002 r. wybrał samego Hammetta jako pierwszego członka własnej „Galerii Sław”.
Już pierwszy album Metalliki, Kill ’Em All z 1983, doprowadził do „prawdziwych narodzin thrashu”, a wydany rok później Ride the Lightning został uznany za „rewolucyjny”. Trzeci album zespołu, Master of Puppets z 1986, jest uważany przez niektórych krytyków za „najlepszy heavymetalowy album kiedykolwiek nagrany”. Istnieją też opinie, że po albumie …And Justice for All z 1988 Metallica „odcięła się od swojego progresywnego, heavymetalowego brzmienia” i „nie stworzyła niczego innowacyjnego przez dziesięć lat”; zmiana nastąpiła wraz z rokiem 1999 i wspólnym koncertem z Orkiestrą Symfoniczną z San Francisco.

## Muzycy

### Obecny skład zespołu
- James Hetfield – wokal prowadzący, gitara rytmiczna (od 1981)
- Lars Ulrich – perkusja (od 1981)
- Kirk Hammett – gitara prowadząca, wokal wspierający (od 1983)
- Robert Trujillo – gitara basowa, wokal wspierający (od 2003)

### Byli członkowie zespołu
- Ron McGovney – gitara basowa (1981–1982)
- Dave Mustaine – gitara prowadząca, wokal wspierający (1982–1983)
- Cliff Burton – gitara basowa (1982–1986)
- Jason Newsted – gitara basowa, wokal wspierający (1986–2001)
- Bob Rock – gitara basowa (2001–2003)
- John Marshall - gitara prowadząca (1986,1992)

## Dyskografia

### Albumy studyjne
- Kill ’Em All (1983)
- Ride the Lightning (1984)
- Master of Puppets (1986)
- …And Justice for All (1988)
- Metallica (1991)
- Load (1996)
- Reload (1997)
- Garage, Inc. (1998)
- St. Anger (2003)
- Death Magnetic (2008)
- Hardwired...To Self-Destruct (2016)
- 72 Seasons (2023)

## Nagrody i wyróżnienia
| Rok  | Kategoria                                          | Tytułem                      | Nagroda                                            | Nota      |
| ---- | -------------------------------------------------- | ---------------------------- | -------------------------------------------------- | --------- |
| 1990 | Best Metal Performance                             | „One”                        | Grammy                                             | Laur      |
| 1991 | Best Metal Performance                             | „Stone Cold Crazy”           | Grammy                                             | Laur      |
| 1992 | Best Metal Performance with Vocal                  | Metallica                    | Grammy                                             | Laur      |
| 1992 | Best Metal/Hard Rock Video                         | „Enter Sandman”              | MTV Video Music Awards                             | Laur      |
| 1996 | Best Hard Rock Video                               | „Until It Sleeps”            | MTV Video Music Awards                             | Laur      |
| 1997 | Favorite Heavy Metal/Hard Rock Artist              | Metallica                    | American Music Awards                              | Laur      |
| 1997 | Best Hard Rock Artist                              | Metallica                    | Billboard Music Awards                             | Laur      |
| 1999 | Best Metal Performance                             | „Better Than You”            | Grammy                                             | Laur      |
| 1999 | Catalog Album of the Year                          | Metallica                    | Billboard Music Awards                             | Laur      |
| 1999 | Outstanding Drummer                                | Lars Ulrich                  | Bammies Awards                                     | Laur      |
| 1999 | Outstanding Hard Rock Album                        | Reload                       | Bammies Awards                                     | Laur      |
| 1999 | Catalog Artist of the Year                         | Metallica                    | Billboard Music Awards                             | Laur      |
| 2000 | Best Hard Rock Performance                         | „Whiskey in the Jar”         | Grammy                                             | Laur      |
| 2001 | Best Rock Instrumental Performance                 | „The Call of Ktulu”          | Grammy                                             | Laur      |
| 2004 | Best International Act                             | Metallica                    | Metal Hammer Golden Gods Awards                    | Laur      |
| 2004 | Best Live Act                                      | Metallica                    | Metal Hammer Golden Gods Awards                    | Nominacja |
| 2004 | Best Video                                         | „St. Anger”                  | Metal Hammer Golden Gods Awards                    | Nominacja |
| 2004 | Best Band on the Planet                            | Metallica                    | Kerrang! Awards                                    | Laur      |
| 2004 | Best Metal Performance                             | „St. Anger”                  | Grammy                                             | Laur      |
| 2008 | Inspiration                                        | Metallica                    | Kerrang! Awards                                    | Laur      |
| 2008 | Best Metal Performance                             | „My Apocalypse”              | Grammy                                             | Laur      |
| 2009 | Best Album                                         | Death Magnetic               | Kerrang! Awards                                    | Laur      |
| 2009 | Best International Band                            | Metallica                    | Metal Hammer Golden Gods Awards                    | Nominacja |
| 2010 | Best Live Band                                     | Metallica                    | Revolver Golden Gods Awards                        | Laur      |
| 2011 | Årets metal                                        | Metallica                    | Rockbjörnen                                        | Laur      |
| 2017 | Best Hard Rock Artist                              | Hardwired...To Self-Destruct | Billboard Music Awards                             | Laur      |
| 2017 | iHeartRadio Music Award for Rock Album of the Year | Hardwired...To Self-Destruct | iHeartRadio Music Award for Rock Album of the Year | Laur      |
| 2018 | iHeartRadio Music Award for Rock Album of the Year | Metallica                    | iHeartRadio Music Award for Rock Album of the Year | Laur      |
| 2018 | Polar Music Prize for Popular Music                | Metallica                    | Polar Music Prize                                  | Laur      |